# HI-TEC
HI-TEC staat voor: High velocity Induction TEChnology. 
Dit is het luchtinlaatsysteem van de Kawasaki GPX 750 R motorfiets uit 1986. In de jaren tachtig werd met name door Japanse motorfabrikanten veel aandacht besteed aan het verhogen van het motorvermogen zonder de cilinderinhoud te vergroten. 
Het HI-TEC systeem bestaat uit lange inlaatkelken, semi-vlakke schuif-carburateurs met speciale venturi's en taps toelopende inlaatkanalen.
Dit alles is bedoeld om de snelheid van de inlaatlucht te verhogen zonder daarbij hinderlijke wervelingen te veroorzaken. Door deze hogere snelheid van de lucht komt er meer zuurstof in de motor, waardoor de verbranding sneller en beter verloopt. Hierdoor zijn hogere toerentallen mogelijk en worden de prestaties van de motor verbeterd. 